# Antonio Valencia (futebolista boliviano)
Antonio José Valencia (5 de maio de 1925 - morreu em data desconhecida) foi um futebolista boliviano. Ele competiu na Copa do Mundo FIFA de 1950, sediada no Brasil, na qual a seleção de seu país terminou na décima segunda colocação dentre os treze participantes.